# Cartel du Norte del Valle
Le Cartel du Norte del Valle (espagnol : Cártel del Norte del Valle), ou Cartel de la Vallée du Nord, était un cartel de drogue opérant principalement dans le nord du Valle del Cauca département de Colombie, notamment dans la ville côtière de Buenaventura. Il a gagné en importance dans les années 1990, après la fragmentation des cartels de Cali et Medellín, et était considéré comme l’une des organisations les plus puissantes du trafic de drogue illégal. Le cartel était dirigé par les frères Luis Enrique et Javier Antonio Calle Serna, alias "Los Comba", jusqu'à son démantèlement en 2008 par les autorités colombiennes et vénézuéliennes, avec la coopération de la DEA des États-Unis.

## Histoire
Il est allégué[Qui ?] que le cartel du Norte del Valle s'est formé après un événement durant lequel les frères Miguel Rodriguez Orejuela et Gilberto Rodríguez Orejuela, chefs du Cartel de Cali, ont conclu un accord avec le gouvernement colombien selon lequel s’ils se rendaient ainsi que leur organisation à la justice colombienne, ils recevraient des avantages, comme une peine d'emprisonnement n’excédant pas cinq ans en Colombie, ainsi qu’une promesse de non-expropriation de leurs importants avoirs. Il est dit qu'ils ont organisé une réunion avec leurs lieutenants, subordonnés principaux et partenaires secondaires dans le commerce, pour leur annoncer que la décision d’arrêter immédiatement toutes les activités illicites avait été prise. Ceux qui ont refusé cette dissolution soudaine, y compris Carlos Alberto Rentería Mantilla, Juan Carlos Ortiz Escobar, Juan Carlos Ramírez Abadía, Diego León Montoya Sánchez, et Orlando Henao Montoya, ont formé le cartel du Norte del Valle.

## Membres connus
Ses membres comprenaient: 
- José Orlando Henao Montoya alias El Hombre del Overol (L’Homme en Salopette)
- Le colonel Danilo Gonzalez
- Ivan Urdinola Grajales alias El Enano (Le Nain)
- Efrain Hernandez Ramirez Don Efra (M. Efra)
- Andres Lopez Lopez Florecita (Petite Fleur)
- Arcangel de Jesus Henao Montoya El Mocho
- frère cadet d’Orlando Henao
- Lorena Henao Montoya La Viuda De La Mafia (La Veuve de la Mafia)
- sœur d’Orlando Henao
- Wilber Alirio Varela Fajardo
- Jabón [ou Cabo] (Savon)
- Diego León Montoya Sanchez Don Diego (M. Diego)
- Juan Carlos Ramirez Abadia Chupeta (Sucette)
- C.N.G.P "El Piloto"
- Luis Hernando Gomez Bustamante Rasguño (Éraflure)

Ancien membre du cartel de Cali: 
- Luis Alfonso Ocampo Fomeque Tocayo (Homonyme)
- demi-frère de Victor Patiño
- Carlos Alberto Renteria Mantilla Beto Renteria
- Ramon Alberto Quintero Sanclemente RQ
- Miguel Fernando Solano Don Miguelito (M. Miguelito)
- Juan Carlos Ortiz Escobar Cuchilla (Lame) et Jorge Eliecer Asprilla El Negro Asprilla
- Peter Belt  (Pedro Bacos)
- Victor Patiño Fomeque El Quimico (Le Chimiste) ou La Fiera (La Bête).

## Activités
Selon le profil de Diego Montoya établi par le Federal Bureau of Investigation (FBI), le gouvernement des États-Unis l'accuse d'avoir participé volontairement à la production et à la distribution de plusieurs tonnes de cocaïne vers les États-Unis. Il considère également que lui et son organisation dépendent fortement de la violence et bénéficient de la protection de groupes armés illégaux d'extrême droite et d'extrême gauche classés comme organisations terroristes par le gouvernement américain.
Selon un acte d'accusation basé sur la loi américaine Racketeer Influenced and Corrupt Organizations Act (RICO) datant de 2004, entre 1990 et 2004, le cartel du Norte del Valle a exporté plus de 1,2 million de livres – soit 500 tonnes métriques – de cocaïne, pour une valeur de plus de 10 milliards de dollars, de la Colombie vers le Mexique, puis vers les États-Unis pour revente.
L'acte d'accusation affirme que le cartel du Norte del Valle a eu recours à la violence et à la brutalité pour atteindre ses objectifs, y compris l’assassinat de rivaux, de personnes n’ayant pas payé la cocaïne, et d’associés soupçonnés de collaborer comme informateurs.
L’acte d'accusation affirme également que les membres du cartel ont engagé les services des autodéfenses unies de Colombie (AUC), une organisation paramilitaire d’extrême droite classée comme terroriste à l’échelle internationale, pour protéger les routes de la drogue du cartel, ses laboratoires et ses membres et associés. L’AUC fait partie des 37 organisations terroristes étrangères identifiées par le Département d'État des États-Unis en 2004.
Les dirigeants du cartel du Norte del Valle auraient soudoyé et corrompu les forces de l’ordre colombiennes ainsi que des législateurs colombiens afin, entre autres, d'empêcher l’extradition de trafiquants de drogue colombiens vers les États-Unis pour qu’ils y soient jugés pour leurs crimes. Selon l’acte d’accusation, les membres du cartel ont même effectué leurs propres écoutes téléphoniques en Colombie pour intercepter les communications de trafiquants rivaux ainsi que des forces de l’ordre colombiennes et américaines.

## Changements dans le leadership
Les chefs du cartel du Norte del Valle comprenaient à une époque Orlando Henao, alias « el hombre del overol » (« L’homme en salopette »), Montìguéz Franco, alias « Monty »[réf. nécessaire], Diego León Montoya Sánchez, alias « Don Diego », Wilber Varela, alias « Jabón » (« Savon »), et Juan Carlos Ramírez Abadía, alias « Chupeta » (« Sucette »),,,. Jusqu’à son arrestation fin 2007, Diego Montoya figurait sur la liste des dix fugitifs les plus recherchés du FBI.
De violentes rivalités divisant le cartel en factions ennemies ont éclaté en 2003, lorsque Hernando Gómez, Wilber Varela et leur entourage proche, motivés par le nombre croissant d'extraditions de membres du cartel vers les États-Unis, ont apparemment tenté de négocier un accord de reddition avec la Drug Enforcement Administration (DEA), une initiative fermement rejetée par Diego Montoya et plusieurs autres barons de la drogue du cartel. Après une tentative d’assassinat manquée contre Varela qui l’a laissé hospitalisé avec plusieurs blessures par balle, celui-ci a déclaré la guerre à Diego Montoya, qu’il tenait pour responsable de l’attaque.
Cette situation a conduit à une brutale guerre des gangs, qui a causé la mort de plus de 1 000 personnes entre 2003 et 2004 dans différentes zones du nord du département de Valle del Cauca.
Les conséquences de cette vendetta interne ont poussé les autorités colombiennes à renforcer leurs efforts policiers contre le cartel, ce qui a mené à l’arrestation, en 2004, d’environ 100 assassins travaillant pour les deux factions rivales, ainsi qu’à la capture en 2005 de l’associé proche de Varela, Julio César López (alias « Ojitos », ou « Petits Yeux »), et du bras droit de Montoya, Carlos José Robayo Escobar (alias « Guacamayo », ou « Ara »), entre autres. Le 4 juin 2008, Julio César López a été condamné à 45 ans de prison fédérale par un tribunal fédéral de New York. Plus de 100 millions de dollars de biens et de luxueuses propriétés ont également été saisis, ainsi qu’un narco sous-marin presque entièrement construit en fibre de verre, destiné à introduire clandestinement de la drogue aux États-Unis et dans d’autres pays.
Tous ces événements ont pu pousser plusieurs membres du cartel du Norte del Valle à rechercher un accord avec les autorités antidrogue colombiennes et américaines entre la fin de 2004 et le début de 2005, soit par des propositions de négociation directe, soit en tentant de profiter de la protection que pouvait offrir l’infiltration des négociations de paix alors en cours entre les AUC et le gouvernement colombien.
Diego Montoya a été capturé en Colombie le 10 septembre 2007. Wilber Varela a été tué dans la ville vénézuélienne de Mérida.

## Arrestations du Cartel
Le Cartel du Norte del Valle est considéré comme ayant été le cartel le plus puissant encore actif en Colombie, à l'exception du plus petit Cartel de la Costa, de la guérilla FARC marxiste, et du groupe paramilitaire d'extrême droite AUC. En raison de leur guerre violente ayant fait plus de 1 000 morts entre 2003 et 2004, le gouvernement colombien, avec le soutien de la Drug Enforcement Administration (DEA), du FBI et de U.S. Immigration and Customs Enforcement, a poursuivi intensément le cartel pendant plus de quatre ans.

### 2003–2004

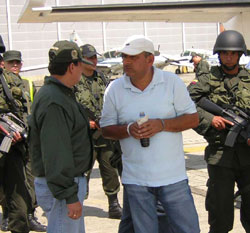
José Dagoberto Flores Ríos

Le premier coup significatif porté à la structure interne du Cartel du Norte del Valle fut l’arrestation de Juan Carlos Montoya Sánchez, frère du chef du cartel Diego Montoya. Juan Carlos a été arrêté en décembre 2003 en Colombie, puis extradé aux États-Unis deux ans plus tard, le 4 mai 2005, où il a été condamné à 262 mois de prison pour trafic de drogue et blanchiment d'argent. On pense qu’il supervisait les laboratoires de cocaïne du cartel,,,.
Avec Juan Carlos, Carlos Felipe Toro Sánchez, alias "Pipe", fut également arrêté. On pense que Carlos Felipe supervisait les expéditions de cocaïne vers les États-Unis, le Mexique et l’Europe. Il fut extradé vers les États-Unis dix jours avant Juan Carlos, le 25 avril 2005.
Le mois suivant l’arrestation de Juan Carlos vit celle de José Dagoberto Flores Ríos, alias "Chuma". José Dagoberto, bras droit d’Arcángel Henao Montoya, fut arrêté en janvier 2004 en Colombie et plus tard extradé vers les États-Unis, où il est détenu à New York,.

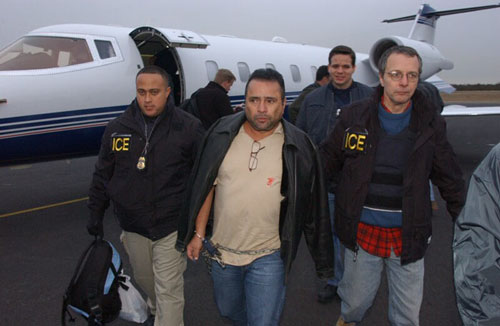
Arcángel De Jesús Henao Montoya : alias "El Mocho" escorté par des agents de ICE.

En 2004, quatre autres arrestations au sein de la hiérarchie du cartel eurent lieu. L’arrestation d’Arcángel Henao Montoya, aussi connu sous le nom de "El Mocho" ("L'Amputé"), un des chefs principaux du cartel, eut lieu le 10 janvier 2004, au Panama, avant son extradition vers New York,,,,,.
En juillet 2004, Luis Hernando Gómez Bustamante, alias "Rasguño" ("Éraflure"), un des fondateurs et chefs du cartel, fut arrêté le 2 juillet 2004 alors qu’il tentait d’entrer à Cuba avec un faux passeport. Il fut détenu à Cuba en attente d’extradition vers la Colombie puis vers les États-Unis. En mars 2004, le gouvernement colombien saisit des biens appartenant à Bustamante d’une valeur dépassant les 100 millions de dollars. Il ne sera extradé vers les États-Unis que plus de trois ans plus tard.
Gabriel Puerta Parra, alias "El Doctor", fut arrêté le 7 octobre 2004 près de Bogotá, Colombie. Gabriel Puerta était un avocat et conseiller du cartel du Norte del Valle. Il agissait comme un intermédiaire très respecté entre le cartel du Norte del Valle et les grands cartels mexicains, aidant à résoudre les conflits internes et influençant le gouvernement colombien sur les questions d’extradition. Il investissait son propre argent dans les cargaisons de drogue et facilitait les opérations de blanchiment à travers des sociétés-écrans qu’il possédait et créait pour le cartel, en plus d’acquérir des biens immobiliers locaux et internationaux pour blanchir les revenus illégaux du cartel,.

### 2005–2006

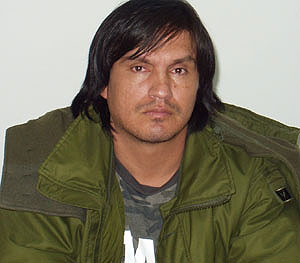
Jhonny Cano Correa

Les arrestations se sont poursuivies tout au long de l’année 2005 avec l’arrestation de José Aldemar Rendón Ramírez, alias « Mechas », par les autorités colombiennes le 15 juillet 2005. José Aldemar était un responsable financier au sein du cartel du Norte del Valle, chargé du blanchiment des recettes illégales. Jhonny Cano Correa, alias « Flecha » (« Flèche »), a été arrêté plus tard dans l’année, le 29 octobre 2005. Jhonny Cano était le chef de la sécurité de Luis Hernando Gómez Bustamante. Il était responsable de la sécurité des laboratoires de transformation de cocaïne, des envois de drogue, ainsi que des assassinats de rivaux. Il a finalement été extradé vers les États-Unis en septembre 2006.
Après la capture de Luis Hernando Gómez Bustamante et de son chef de la sécurité, Jhonny Cano, c’est son lieutenant Jaime Maya Durán, alias « Alejandro », qui a été arrêté. Après l’arrestation de Bustamante, Durán a assumé davantage de responsabilités au sein du cartel. Il a été capturé au Mexique en septembre 2006 puis extradé peu après vers les États-Unis. Le mois suivant a vu l’arrestation de Orlando Sabogal Zuluaga, alias « Alberto », un autre lieutenant haut placé de Luis Hernando Gómez Bustamante, le 31 octobre 2006, dans un centre commercial en Espagne.

### 2007
En 2007, cinq membres du cartel ont été arrêtés. Eugenio Montoya Sánchez, alias « Don Hugo », frère cadet du chef du cartel Diego Montoya, a été arrêté le 15 janvier 2007 dans la ville bastion du cartel, El Dovio. On pense qu’Eugenio avait pris en charge les principales opérations de son frère pour lui permettre d’échapper aux autorités colombiennes et américaines.

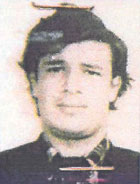
Luis Gómez alias « Rasguño » (égratignure)

En février 2007, Luis Hernando Gómez Bustamante, arrêté des années auparavant, a été extradé. Bustamante a été extradé de Cuba vers la Colombie le 20 juillet 2007, puis remis aux agents de la DEA à Bogotá pour son transfert aux États-Unis. Bustamante aurait proposé de coopérer avec les autorités américaines en échange d’une protection après avoir reçu de nombreuses menaces de mort alors qu’il était en détention colombienne,,,,.
En février, Laureano Rentería, Alessandro Racca Caiado [El Piloto] de Juan Carlos Ramírez Abadía ont été capturés. Laureano Rentería a été arrêté dans l’un des repaires de Ramírez contenant 19 millions de dollars. Il a tenté de convaincre les autorités qu’il était un simple ouvrier embauché pour rénover la maison et a accepté un accord de plaidoyer à 44 mois de prison. En prison, un informateur à New York a révélé qu’il était en fait un proche de Ramírez, chargé de le protéger pendant les six années qu’ils ont passées ensemble en prison en Colombie dans les années 1990. Rentería gérait la structure financière de Ramírez, y compris la logistique des planques et la corruption de hauts fonctionnaires colombiens. Lorsque la DEA a appris cela, elle a demandé aux autorités colombiennes de le transférer dans une prison de haute sécurité en attente d’une extradition rapide vers les États-Unis. Le 27 février 2007, l’ordre d’extradition devait être exécuté, mais les autorités ont retrouvé Rentería mort dans sa cellule, empoisonné au cyanure. Sa mort est restée non élucidée, mais on soupçonne que Ramírez ait commandité l’assassinat pour l’empêcher de divulguer des secrets cruciaux du cartel.
Le 25 février 2007, Eduardo Restrepo Victoria, également connu sous le nom de « El Socio », a été arrêté en Colombie. On pense qu’Eduardo était le bras droit et partenaire du chef du cartel, Wilber Varela. Le 7 septembre 2006, la police colombienne avait saisi 65 propriétés de Restrepo dans les villes de Bogota, Cali et dans l'État de Tolima, pour une valeur estimée à plus de 25 millions de dollars. Henry Loaiza Ceballos, « El Alacrán » (« Le Scorpion »), avait été capturé et extradé, après quoi Restrepo a pris la relève des opérations en partenariat avec Varela. Le mois suivant, ce fut la capture de Juan Carlos Ramírez-Abadía, alias « Chupeta », un des principaux cerveaux du cartel du Norte del Valle. En janvier 2007, quatre descentes distinctes ont eu lieu dans ses maisons à Cali, Colombie. Ramírez a été arrêté au Brésil le 7 août 2007. Il a été extradé par le Brésil vers les États-Unis le vendredi 22 août 2008.
Diego León Montoya Sánchez, alias « Don Diego », « El Señor de la Guerra » (« Le Seigneur de la Guerre »), a été arrêté le 10 septembre 2007 à 8h20, dans une ferme isolée de la région du Valle, en Colombie. Montoya était considéré comme le chef suprême du cartel du Norte del Valle. L’arrestation de Diego León met fin à l’implication du clan Montoya dans le trafic de drogue, avec Juan Carlos Montoya Sánchez purgeant une peine de 262 mois de prison aux États-Unis et son frère cadet Eugenio Montoya Sánchez détenu dans une prison de haute sécurité en Colombie en attente d’extradition. Après l’annonce de l’arrestation de Montoya, le ministre colombien de la Défense a déclaré que son extradition vers les États-Unis était inévitable,,. Il a été extradé à Miami le 12 décembre 2008.

### 2008
Les gouvernements colombien et américain ciblaient Wilber Varela, pensant qu’il essaierait de reprendre les affaires de Montoya et qu’il pourrait éventuellement déclencher une nouvelle guerre avec les dirigeants émergents. Cependant, Varela a été retrouvé assassiné le 30 janvier 2008, dans un complexe hôtelier de la ville de Mérida au Venezuela. Les autorités colombiennes pensent qu’il a été tué par ses propres hommes sur ordre du baron de la drogue paramilitaire emprisonné Carlos Mario Jiménez, alias "Macaco", pour mettre fin à la lutte de pouvoir de Varela dans la ville rivale de Medellín et les zones environnantes de l’Antioquia. Jiménez a ensuite été extradé vers les États-Unis le 7 mai 2008, pour ne pas avoir respecté les conditions de sa reddition et pour avoir continué à diriger son organisation criminelle depuis la prison,.

### 2009–2010
Le 1er juin 2009, Aldemar Álvarez Tabares alias "Pelón", le supposé successeur de Bustamante, a été arrêté à Cali. Ramón Quintero Sanclemente (alias "RQ" ou "Lucas"), un membre influent de l’ancienne garde du cartel, a été arrêté à Quito (Équateur) et immédiatement expulsé vers la Colombie. Quintero a été incarcéré à la prison de haute sécurité de Cómbita, en attendant les procédures d’extradition vers les États-Unis. Quintero faisait partie des 10 trafiquants de drogue les plus recherchés au monde par la DEA, et une récompense allant jusqu’à 5 millions de dollars était offerte pour sa capture. Il était accusé d’être l’un des derniers chefs de l’organisation NVC, et également d’avoir fait passer de grandes quantités de cocaïne par le Mexique grâce à ses partenaires des cartels mexicains (certains rapports affirment que son organisation faisait transiter jusqu’à 50 tonnes métriques par an vers les États-Unis et l’Europe). La demande officielle d’extradition a été soumise par les États-Unis en juillet 2009. L’affaire a été poursuivie par les procureurs fédéraux adjoints Bonnie S. Klapper et Walter M. Norkin du district Est de New York. La Cour suprême de Colombie a approuvé l’extradition de Quintero le 28 juin 2011. Il a été extradé le 12 décembre 2011. Le 21 novembre 2012, le juge William P. Dimitrouleas du sud de la Floride a condamné Quintero à 210 mois (17 ans) de prison fédérale pour complot visant à importer de la cocaïne aux États-Unis.

## Avenir
L’arrestation de Diego Montoya et le meurtre de Wilber Varela ont clos un chapitre de la guerre contre la drogue en Colombie. Cependant, les autorités colombiennes et américaines ont identifié les membres restants du cartel qui pourraient se battre pour prendre la tête de l’organisation. Les autorités ont identifié les cibles suivantes comme successeurs potentiels à la fois pour l’organisation de Montoya et celle de Varela.[réf. nécessaire] À titre préventif, le gouvernement colombien a émis des mandats d’arrêt contre tous ces hommes avant qu’ils ne puissent s’organiser et restructurer le cartel. Une récompense de près de 250 000 dollars est offerte pour toute information menant à l’arrestation de chacun des suspects. Tous les suspects font l’objet de demandes d’extradition émanant des États-Unis.[réf. nécessaire]

### Los Machos (Organisation de Diego Montoya)
Los Machos était une organisation paramilitaire colombienne de trafic de drogue. Le groupe a commencé comme force de sécurité de Montoya. Oscar Varela Garcia alias "Capachivo" est considéré comme le candidat le plus probable pour prendre la direction. Âgé de cinquante-quatre ans, Varela, avec les frères Robayo, contrôle la force de sécurité de Montoya, les Los Machos. Varela a commencé sa carrière comme tueur à gages avec Wilber Varela pour le défunt baron de la drogue Orlando Henao Montoya. Varela est resté ami avec Wilber Varela jusqu'à ce qu'il prenne le parti de Montoya pendant la guerre Montoya-Varela. Le nom de Oscar Varela s’est fait connaître après qu’il a organisé le massacre de Jamundí, où dix agents d'enquête ont été assassinés par une unité militaire corrompue. Le 5 juillet 2008, Varela a été capturé par les autorités colombiennes dans une ferme à Palmira, Valle del Cauca. L’opération a eu lieu tôt le matin, alors que Varela dormait en sous-vêtements avec sa petite amie.
Jorge Urdinola Perea alias "La Iguana" ("L’Iguane") est un autre candidat potentiel. Urdinola a 42 ans et est le cousin du défunt baron de la drogue Ivan Urdinola Grajales. Il possède et exploite de nombreux laboratoires de drogue dans le bastion du cartel, le Canyon de Garrapatas, et dans l'État colombien du Choco. Il est également le chef actuel de l’armée privée et de l’escadron de la mort de Diego Montoya, "Los Machos". Si Urdinola prend le contrôle, son frère Hilbert Urdinola Perea alias "Don H" (Monsieur H), co-dirigera également. Le 25 juin 2008, Jorge Urdinola Perea a été capturé par les autorités colombiennes à Zarzal, Valle del Cauca.[réf. nécessaire]
Le quatrième candidat possible était Gildardo Rodriguez Herrera, 39 ans, alias "El Señor de la Camisa" ("L’Homme à la chemise"). Il a commencé sa carrière comme guérillero de gauche et, après avoir passé dix ans aux côtés de Montoya, il a appris le métier. Il gérait également les forces de sécurité de Montoya, Los Machos. Après l’arrestation de Montoya, Gildardo commençait à prendre de l’importance jusqu’à ce que les autorités colombiennes le capturent le 16 mai 2008 dans une ferme de l’État colombien de Cundinamarca. L’arrestation a été rendue possible grâce aux informations fournies par un informateur qui a reçu la récompense.[réf. nécessaire]

### Los Rastrojos (Organisation de Wilber Varela)
Los Rastrojos est une organisation paramilitaire colombienne de trafic de drogue. Le groupe a été formé par le capo du cartel du Norte del Valle, Wilber Varela, alias "Jabon", et l’un de ses bras droits, "Diego Rastrojo", vers 2004, lorsque Varela s’est brouillé avec son collègue capo Diego Leon Montoya, alias "Don Diego". Le groupe est devenu indépendant après l’assassinat de son fondateur principal au Venezuela en 2008 et est depuis devenu l’une des plus importantes organisations de trafic de drogue en Colombie.
Les autorités pensent désormais que les principaux lieutenants de Wilber Varela, Diego Perez Henao alias "Diego Rastrojo" et Luis Enrique Calle alias "Combatiente" ("Combattant"), ont conspiré avec le commandant des AUC, Carlos Mario Jiménez alias "Macaco", pour assassiner Varela.[réf. nécessaire] Avec l’assassinat de Varela, Jiménez s’est consolidé comme l’autorité suprême dans le trafic de drogue en Colombie, contrôlant le commerce dans dix États colombiens et ayant autorité sur le cartel. Son contrôle a duré jusqu’à son extradition en 2008. L’ascension de Luis Enrique Calle au pouvoir inclura son frère Javier Antonio Calle. Ensemble, ils exploitaient les laboratoires de drogue de Varela et supervisaient le transport à travers leurs routes contrôlées. Selon les conditions de Jiménez, l’organisation de Varela devait abandonner tout intérêt à Medellín et en Antioquia et partager le pouvoir entre Henao et les frères Calle.[réf. nécessaire]
D’autres membres notables de l’organisation de Varela incluent Gilmer Humberto Quintero, alias "Cabezon" ("Grosse Tête"), Ramon Quintero Sanclemente alias "Lucas" (arrêté en Équateur en avril 2010, expulsé vers la Colombie pour des procédures d’extradition vers les États-Unis), Jaime Umberto Palomino alias "Piernas Locas" ("Jambes folles"), Roberto Londono Velez, Jaime Alberto Marin Zamora alias "Beto", Jose Ignacio Bedoya Velez, et le frère de Diego Perez Henao, Wilmar Perez Henao. Le partenaire de longue date de Varela, Ramon Quintero, est soupçonné d’être la cible la plus puissante et expérimentée, mais serait en guerre avec Diego Perez Henao à cause d’un différend de 10 millions de dollars.[réf. nécessaire]
Gilmer Humberto Quintero a été retrouvé mort dans les toilettes d’un poste de police, une balle dans la tête. Apparemment, il se serait suicidé avec un pistolet de calibre .25 qu’il avait caché lors de sa capture le 14 juin 2008.

### Vestiges du cartel du Norte del Valle (Organisation de Ramírez Abadía)
Après le meurtre mystérieux de Laureano Renteria dans sa cellule et la capture de Juan Carlos Ramírez Abadía au Brésil, les autorités ont identifié Aldemar Rojas Mosquera comme le successeur le plus probable de l’organisation de Ramírez.